# Lattor (segling)

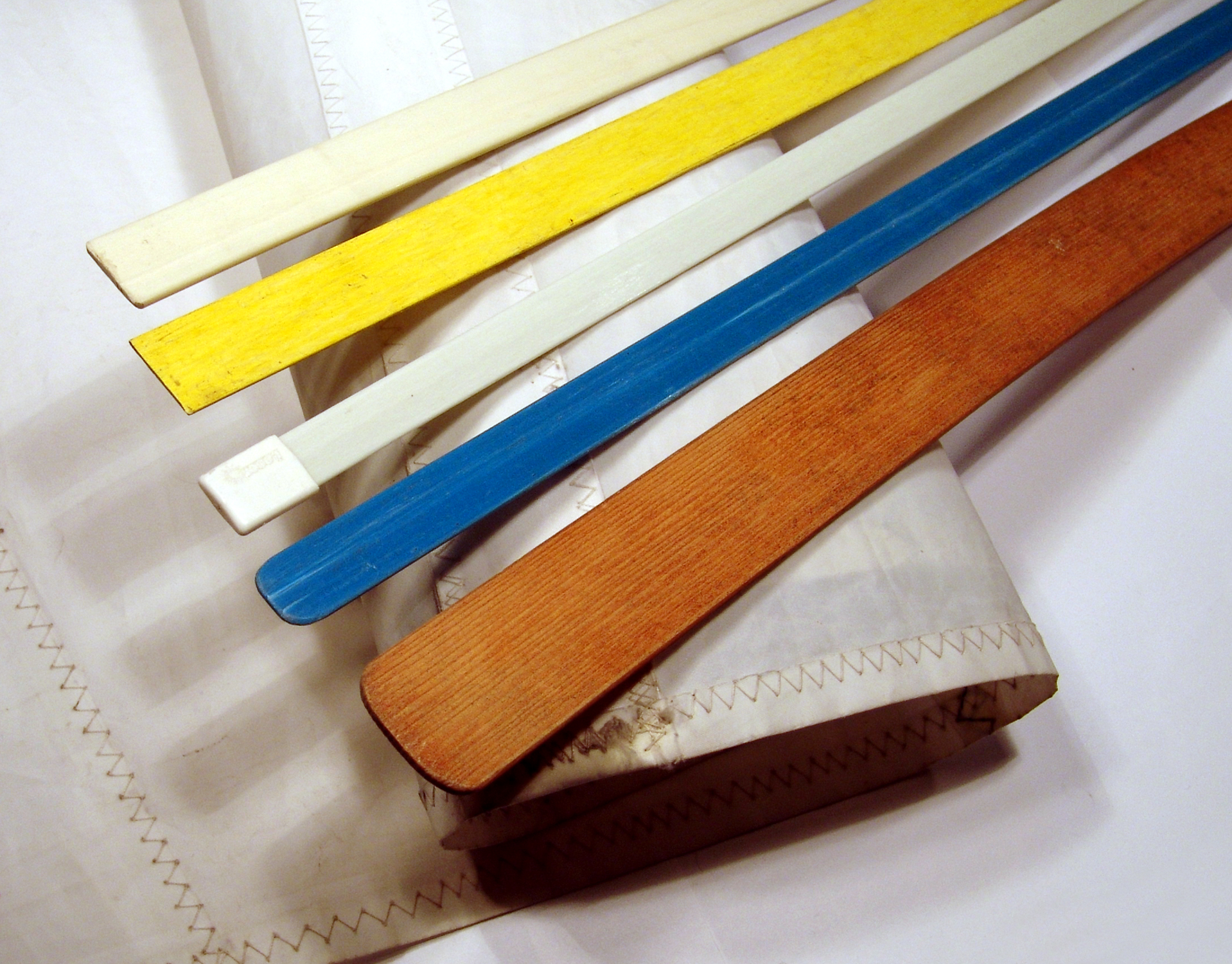
Lattor.

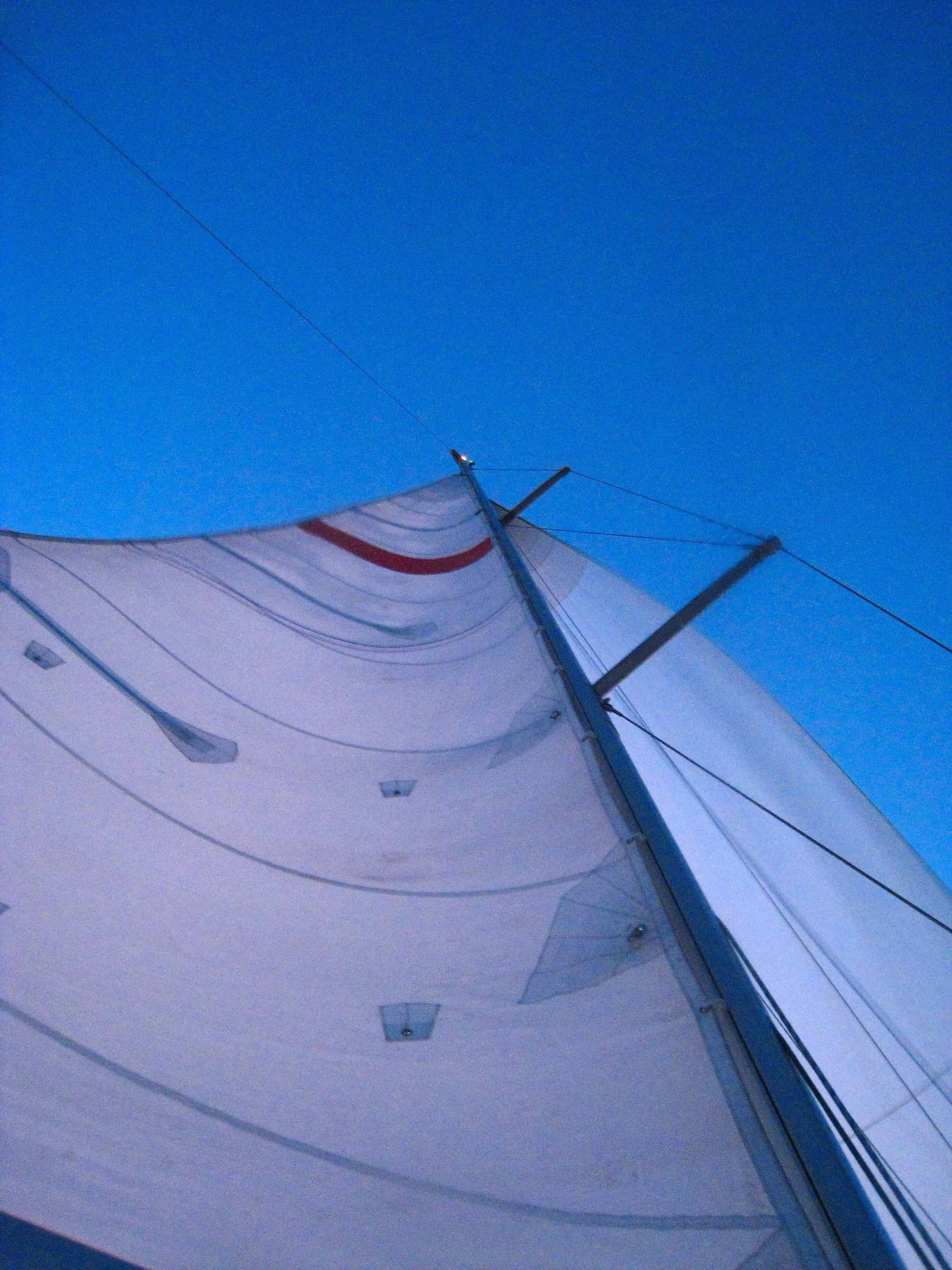
Buken på ett bermudasegel, med lattor i aktre liket.

Lattor är inom segling de, mer eller mindre platta, ribbor eller stavar, av trä eller plast, som används i segel för att styva upp seglet så att det får en aerodynamiskt fördelaktig form; så att seglet "står" bra. Lattorna sitter, oftast horisontellt, i särskilda fickor, och ofta intill seglets akterlik.
Det blir även allt mer vanligt med genomgående lattor, som styvar upp seglet längs hela bredden. Genomgående lattor var från början vanliga i sydostasiatiska riggkonstruktioner, exempelvis på djonkar. Det finns även lattor som styvar seglen vertikalt, framför allt i riggar på båtar där man kan rulla in seglet i kassett på masten.